# دانيال بازكيز إيفوي
دانيال بازكيز إيفوي (بالإسبانية: Daniel Vázquez Evuy)‏ (مواليد 11 مارس 1985 في مدريد، إسبانيا)، يشتهر بإيفوي وهو مدافع كرة قدم غيني استوائي.

## المسيرة الدولية
استدعي إيفوي ليلعب مع منتخب غينيا الاستوائية في تصفيات كأس الأمم الأفريقية لكرة القدم 2008 أمام منتخب الكاميرون في 6 أكتوبر 2006.

## روابط خارجية
- دانيال بازكيز إيفوي على موقع قاعدة بيانات كرة القدم.إي يو (الإنجليزية)
- دانيال بازكيز إيفوي على موقع ناشيونال فوتبول تيمز (الإنجليزية)
- دانيال بازكيز إيفوي على موقع Soccerway.com (الإنجليزية)